# Зачарани замак из књиге прича
Зачарани замак из књиге прича је име дворца једног од тематски паркова у Шангај Дизниленду у Кини. То је највећи од свих двораца у Дизнијевим парковима , али и први који представља на једном месту све Дизнијеве принцезе у исто време.

## Опште информације
Зачарани замак из књиге прича је јединствен и није инспирисан ниједним постојећим Дизнијевим замком, који својом висином  од око 60 метара, јне само да надмашује Пепељугин замак у Магичном краљевству у парку Дизниленд у Токију високог 57,6 метара, већ и својом атрактивношћу.
Замак се налази на врху стеновитог рта, са цветом златног божура на врху највеће куле дворца. Још један златни  врх има цветове магнолије, који представљају Шангај, и Дизнијеву круну као знак пажње Дизнијевим принцезама.
Улаз је у ренесансном стилу . Сам дворац има много  стилским елемента .
У центру, на зидовима ротонде налазе се мозаици који представљају четири годишња доба у световима Принцезе и жабе ( пролеће ), Рапунцела (лето), Бунтовница ( јесен ) и Фрозен (зима ). Осветљени шатор открива мотиве који се приписују Лепотици из филма Лепотица и звер (1991) , Пепељуги и Снежани .
Спирално степениште води до врха замка, до атракције Once Upon A Time Adventure.
Пловидба чамцем Фантазиланд, води  Воиаге то тхе Цристал Гротто , која пролази испод замка кроз подземни тунел.
У дворцу је доступно и двориште на отвореном, где се организују састанци са Дизнијевим принцезама, Микијем Маусом и Пајом Патком . Декор овог краљевског двора укључује шарено цвеће, пузећу лозу и скулптуре.